# 千畳敷 (和歌山県)

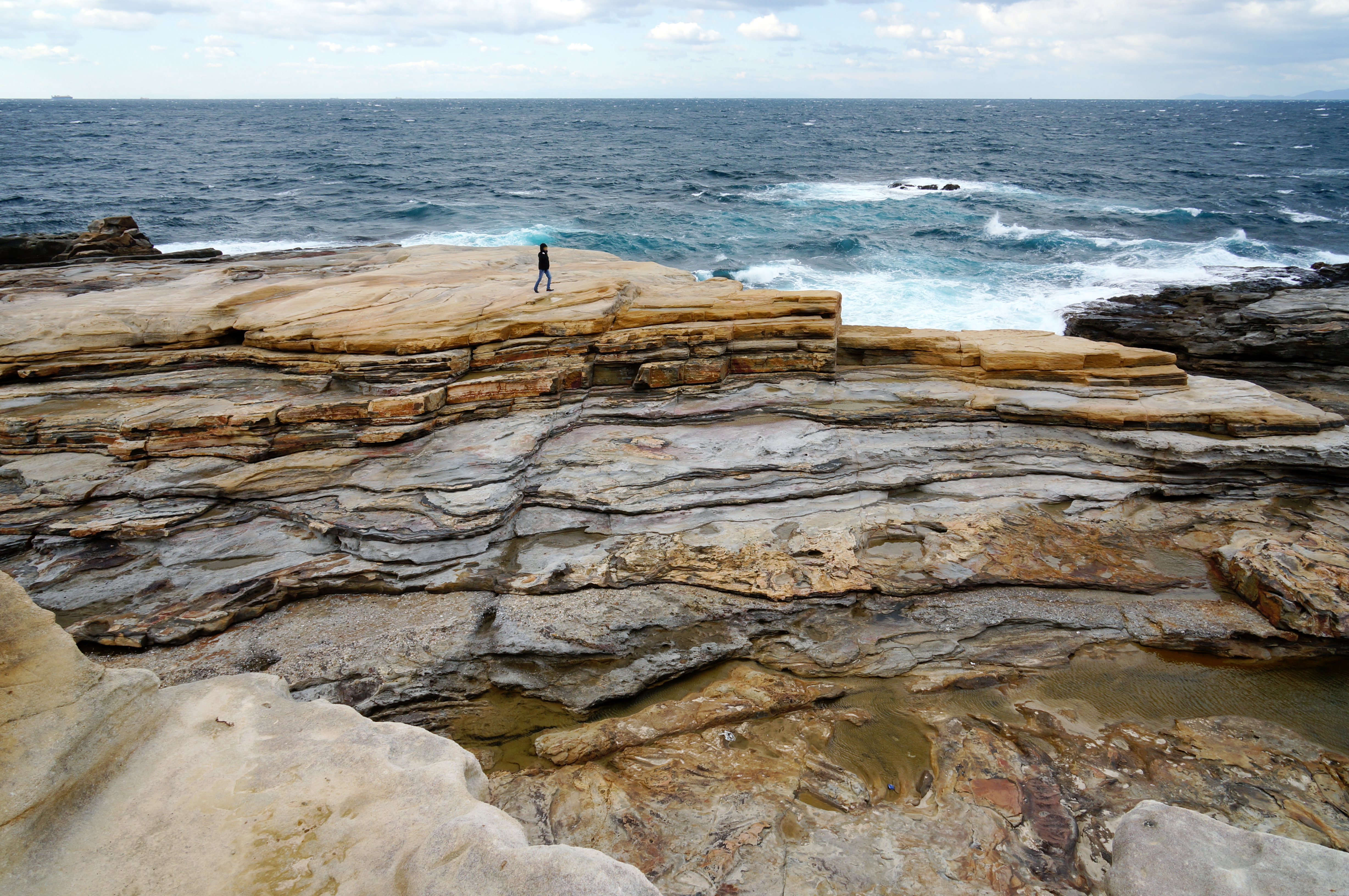
千畳敷

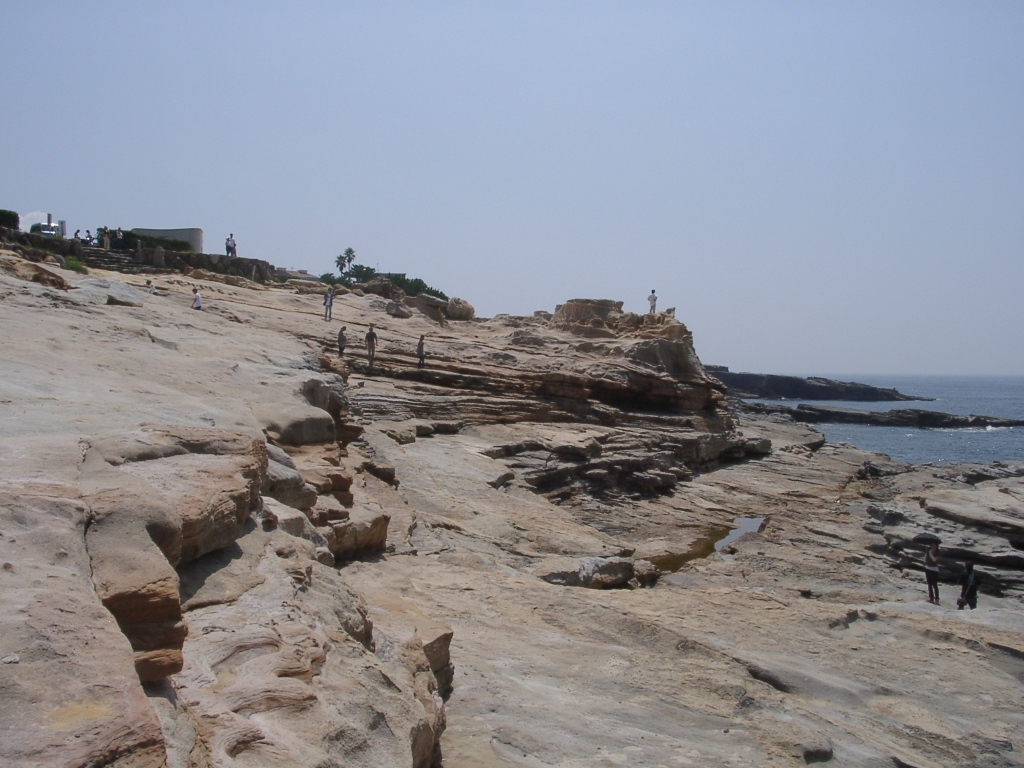
千畳敷

千畳敷（せんじょうじき）は和歌山県西牟婁郡白浜町の瀬戸崎から崎ノ湯にかけて位置する海食台。円月島および三段壁とともに「円月島（高嶋）・千畳敷・三段壁」の名称で国の名勝に指定されている。吉野熊野国立公園（田辺地域）の一部に指定されている。

## 地形
新第三紀層の砂岩からなる、太平洋に面したスロープ状の岩盤である。砂岩は非常に柔らかいため、打ち寄せる波の浸食を受け、複雑な地形を形成している。
面積はおよそ2ヘクタール。三段壁・円月島 と並び、白浜町の景勝地として知られている。
この場所から望む夕日の美しさは有名で、広大な太平洋へ夕日が沈む光景は「日本の夕陽百選」にも選ばれている。
通常時は岩盤の上を歩くことが出来るが、波浪注意報・警報発令時には立入りが禁止される。年間を通して風が強い事が多く、台風中継がこの場所で行われる事がしばしばである。

## 落書き被害
先述の通り、砂岩は非常に柔らかいため、硬貨などで簡単に削れる。それが故に、心無い者による落書き被害が後を絶たない。白浜町では条例で「都市公園の損壊行為は10万円以下の罰金」と定めているが、実際の適用までにはなかなか踏み込めず、観光客らのモラルに訴えるしかないのが実状である。
2003年には、機械を利用して落書き全てを消去する計画を検討したものの、費用が高額になるため見送りとなっている。落書きは自然風化によって少しずつ消えるが、書き込まれるペースはそれ以上であり、今も岩盤には無数の落書きが刻まれたままである。
ちなみに2015年より一体は吉野熊野国立公園に追加指定されているため、当該行為は文化財保護法違反の犯罪である。

## 交通アクセス
- JRきのくに線 白浜駅から明光バス「三段壁」行きで21分、千畳口下車、徒歩3分
- 白浜エクスプレス大阪号も、千畳口バス停に停車する（要事前予約）。

## 周辺情報
- 三段壁（徒歩8分）
- 白良浜（徒歩22分）
- 円月島